# Маэль-Каре (кантон)
Маэ́ль-Каре́ (фр. Maël-Carhaix) — упраздненный кантон во Франции, в регионе Бретань, департамент Кот-д’Армор. Входил в состав округа Генган.
Код INSEE кантона — 2223. Всего в кантон Маэль-Каре входило 8 коммун, из них главной коммуной являлась Маэль-Каре.

## Коммуны кантона
| Коммуна    | Население, чел. (1999) | Почтовый индекс | Код INSEE |
| ---------- | ---------------------- | --------------- | --------- |
| Ле-Мустуар | 583                    | 22340           | 22157     |
| Локарн     | 457                    | 22340           | 22128     |
| Маэль-Каре | 1538                   | 22340           | 22137     |
| Плевен     | 774                    | 22340           | 22202     |
| Поль       | 652                    | 22340           | 22163     |
| Требриван  | 664                    | 22340           | 22344     |
| Треоган    | 119                    | 22340           | 22373     |
| Трефрен    | 572                    | 22340           | 22351     |

## Население
Население кантона на 2006 год составляло 5 484 человека.
| 1962 | 1968 | 1975 | 1982 | 1990 | 1999  | 2006  | 2007 |
| ---- | ---- | ---- | ---- | ---- | ----- | ----- | ---- |
| -    | -    | -    | -    | -    | 5 359 | 5 484 | -    |